# Chaetomitrella torquescens
Chaetomitrella torquescens là một loài Rêu trong họ Hookeriaceae. Loài này được (Bosch & Sande Lac.) Hampe mô tả khoa học đầu tiên năm 1880.